# Pedicularis orthocoryne
Pedicularis orthocoryne är en snyltrotsväxtart som beskrevs av Hui Lin Li. Pedicularis orthocoryne ingår i släktet spiror, och familjen snyltrotsväxter. Inga underarter finns listade i Catalogue of Life.